# Фогельсберг, Бенедикт

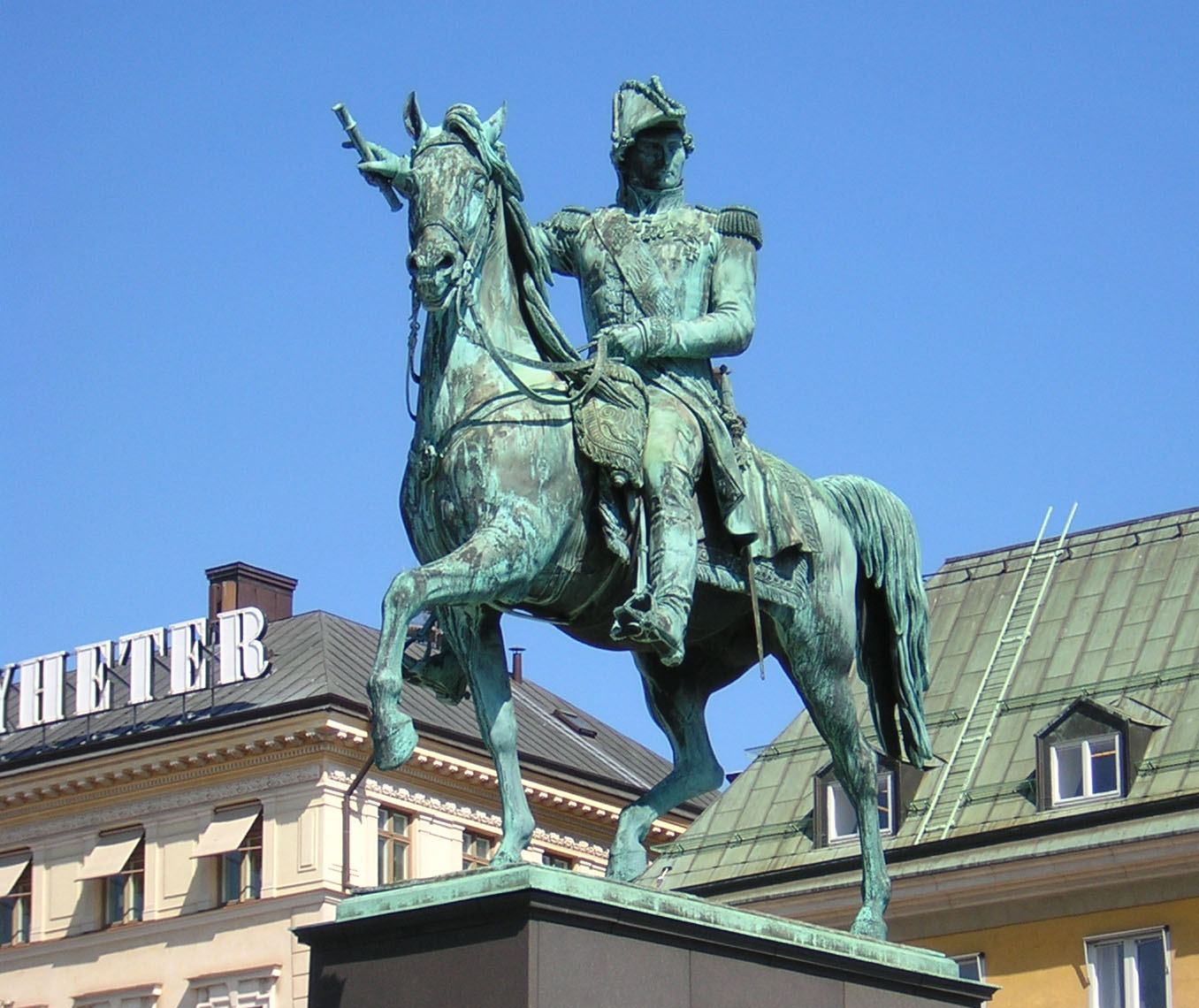
Памятник шведскому королю Карлу XIV Юхану (Бернадоту) в Стокгольме

Бенедикт Эрланд Фогельсберг  (швед. Bengt Erland Fogelberg; 8 августа 1786, Гётеборг — 22 декабря 1854, Триест, Италия) — шведский скульптор.
С 1801 года обучался в Королевской академии живописи и скульптуры в Стокгольме под руководством профессора Юхана Сергеля, привившего ему интерес к античному искусству и естественной грации.
Одновременно с занятиями в Академии, изучал историю, археологию и анатомию. После окончания Академии в течение многих лет трудился в Стокгольме.
В 1818 году в качестве пенсионера правительства Швеции отправился в Париж, где провёл около двух лет и учился под руководством, сначала Пьера-Нарцисса Герена, художника, признававшего только античную красоту, а позже практиковался в технике скульптуры у Франсуа Жозефа Бозио.
В 1820 Фогельсберг реализовал мечту своей жизни и посетил Рим, где провёл большую часть своей оставшейся жизни.
Умер скульптор в Триесте.

## Избранные работы

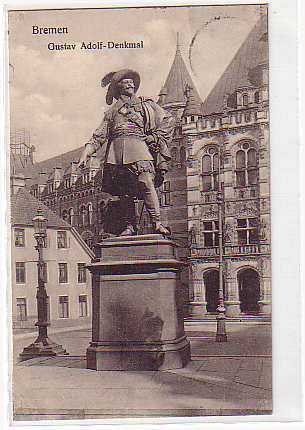
Памятник шведскому королю Густаву II Адольфу в Бремене. Фото 1909 г.

- Памятник шведскому королю Карлу XIV Юхану (Бернадоту) в Стокгольме.
- Памятник шведскому королю Густаву II Адольфу в Бремене
- Памятник Биргеру Ярлу в Стокгольме (1854)
- Амур и Психея
- Амур прельщает Венеру яблоком
- Один и др.

## Галерея

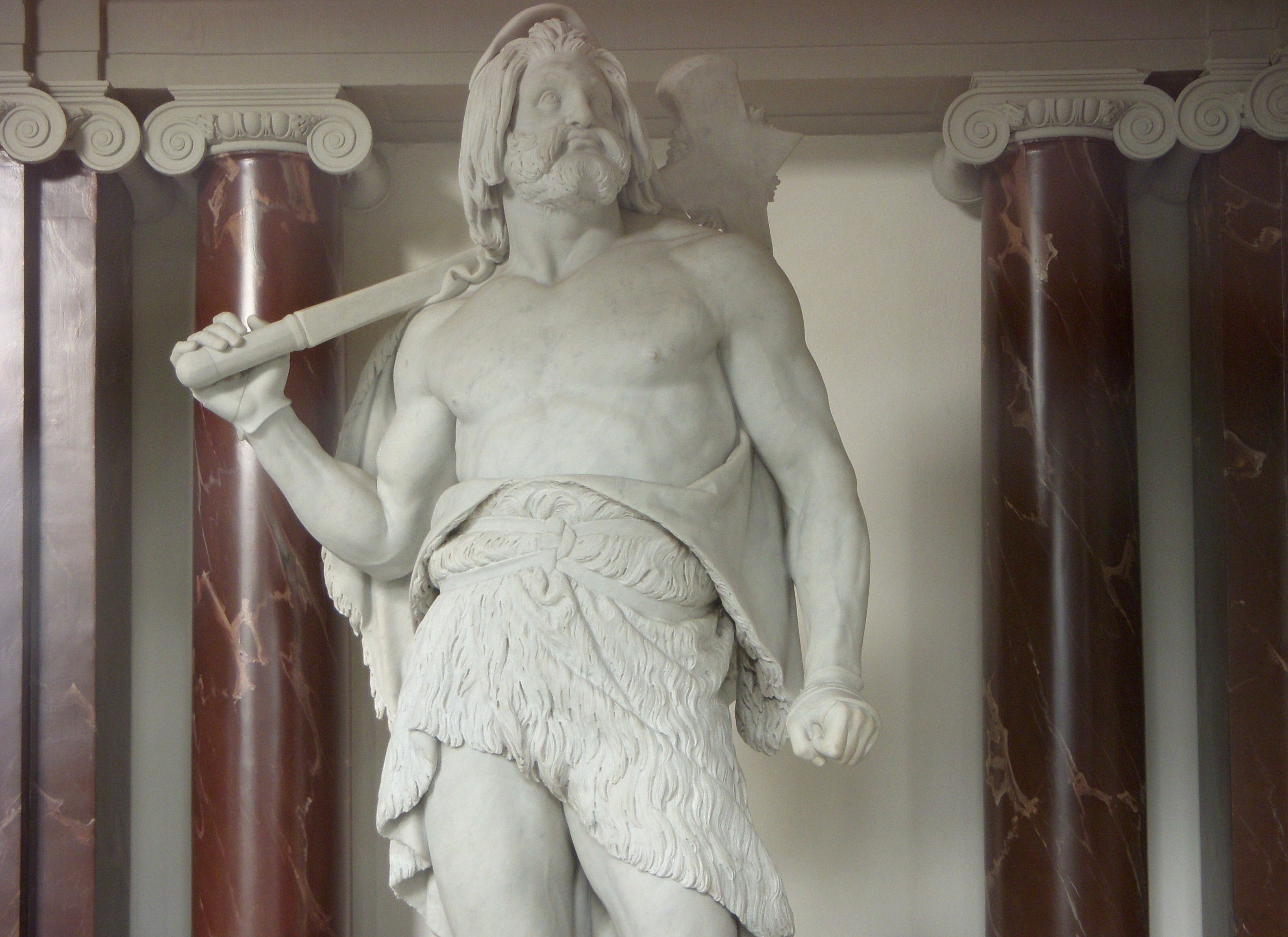
Тор
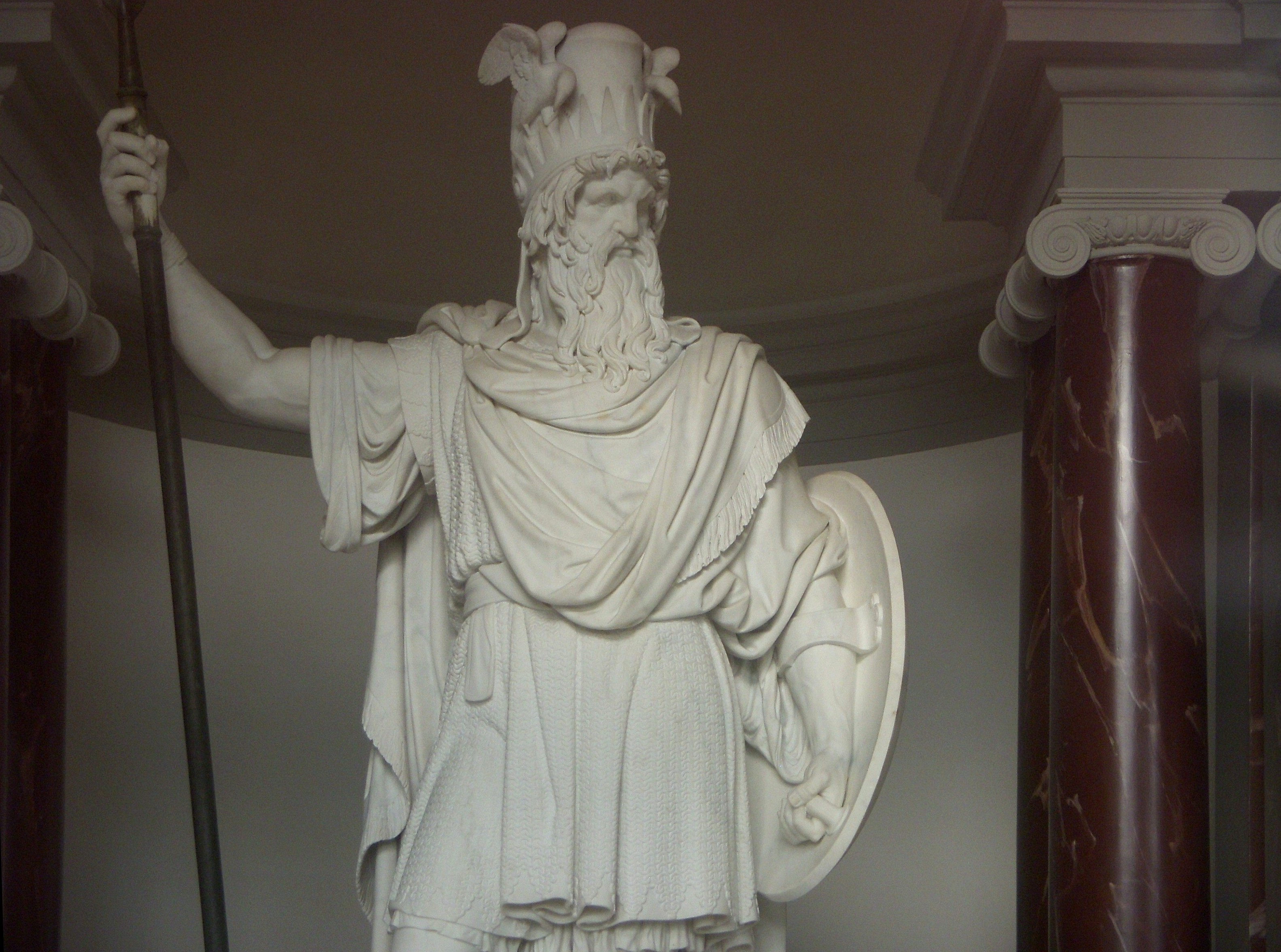
Один